# Суфриер-Хилс
Суфриер-Хилс (фр. Soufrière — «серные», англ. Hills — «холмы») — комплекс вулканов в Вест-Индии, располагается в южной части острова Монтсеррат. После длительного периода пребывания в «спящем» состоянии вулкан возобновил активность в 1995 году и продолжает с тех пор извергаться. Извержения этого вулкана сделало необитаемым половину острова, уничтожив столицу, город Плимут, и вызвав массовые эвакуации — остров покинуло 2/3 населения.

## История извержений
Сейсмическая активность на острове наблюдалась в 1897—1898, 1933—1937 и 1966—1967 годах, но извержение, начавшееся 18 июля 1995 года, было первым с XVII века. Когда пирокластические потоки и сели стали регулярными, Плимут был эвакуирован, а через несколько недель город был занесён слоем пепла в несколько метров толщиной. Крупное извержение 25 июня 1997 года привело к смерти 19 человек. Аэропорт острова имени Брамбла находился на пути основного потока лавы и был полностью уничтожен. Туристическая индустрия Монтсеррата сильно пострадала, но затем стала восстанавливаться, в частности за счёт помощи со стороны Великобритании.
Сильное извержение вулкана произошло 28 июля 2008 года без предшествующей активности. Концы пирокластических потоков достигли Плимута. Высота эруптивной колонны оценивалась в 12 км над уровнем моря. 11 февраля 2010 года произошло частичное обрушение купола вулкана.

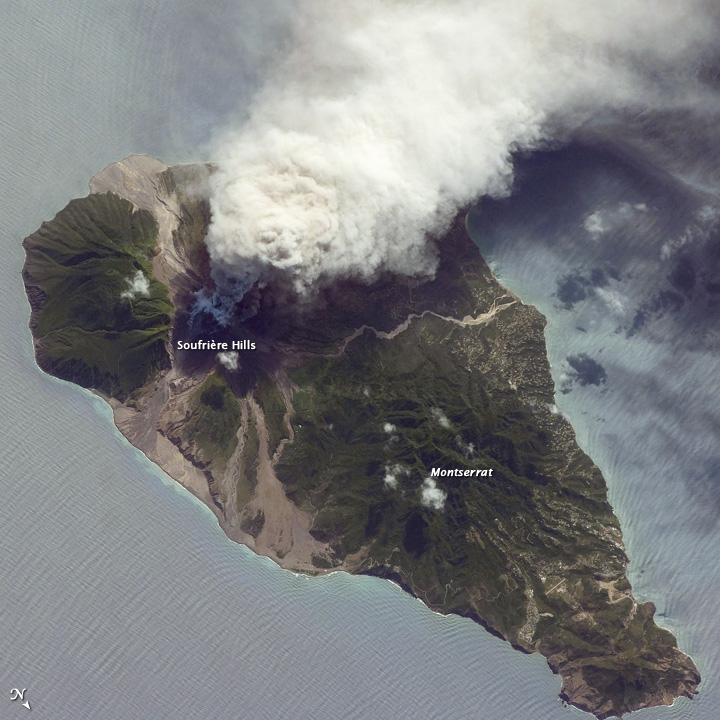
Извержение 11 октября 2009

## Строение вулкана и его изучение
Для регистрации активности вулкана была создана специальная вулканическая обсерватория, которая проводит детальные измерения и информирует правительство и население острова. Обсерватория управляется Британской геологической службой.
Вулкан Суфриер-Хилс имеет высоту 915 м и сложен преимущественно из андезита. Кратер, сформировавшийся около 4 тыс. лет назад при обрушении вершины, имеет диаметр 1 км. Вершина состоит из нескольких вулканических куполов. Текущая активность состоит из периода роста купола и коротких обрушений купола, которые приводят к пирокластическим потокам, выбросам пепла и взрывным извержениям.
9 октября 2008 года в журнале «Science» было высказано предположение, что две взаимосвязанных магматических камеры проходят под вулканом — одна на глубине 6 км, другая — на глубине 12 км.